# Качмазов, Игорь Борисович
Игорь Борисович Качмазов (30 августа 1968, Орджоникидзе — 10 августа 2019) — советский и российский футболист, полузащитник.

## Карьера
Карьеру начал в 1986 году в орджоникидзевском «Спартаке». Также выступал за «Локомотив» СПб, «Тюмень», владикавказский «Автодор», «Динамо-Стройимпульс», «Ирбис» (Михайловск), «Коломну».

## Достижения
- Серебряный призёр чемпионата России 1992 года